# Fiat G.59
Fiat G.59 je italijansko šolsko letalo z batnim motorjem, proizvedeno konec petdesetih let.

## Zgodovina
Letalo je nastalo iz ogrodja letala Fiat G.55 Centauro z zamenjavo motorja Daimler-Benz 605, ki ga po vojni niso več proizvajali, z motorjem Rolls-Royce Merlin 500/20. Letalo je bilo v operativi uporabi med letoma 1948 in 1968, na njih so se šolali piloti preden so presedlali na reaktivna letala. Eno redkih še ohranjenih letal ima organizacija Queensland Warbirds iz Avstralije.

## Različice
- G.59-1
  - G.59-1A - enosedežna različica
  - G.59-1B - dvosedežna različica
- G.59-2B - izvozna različica, 31 letal
  - G.59-2A - enosedežna različica, 26 za Sirijo, 1 letalo za v Argentino
  - G.59-2B - dosedežna različica, 4 letala za Sirijo
- G.59-4B - serijsko letalo za Italijansko letalstvo, ima kapljičasto kabino
  - G.59-4A - enosedežna različica, 20 letal
  - G.59-4B - dvosedežna različica, 10 letal

## Službovanje
Argentina
- Fuerza Aérea Argentina

 Italija
- Aeronautica Militare

 Sirija
- Vojno letalstvo Sirije (Al Quwwat al-Jawwiya al Arabiya as-Souriya)